# ليه بيداري كده (أغنية)
هي ثاني أغنية وفيديو كليب للمطربة المصرية روبي عرضت في يناير 2004 وحققت الأغنية نجاحا باهرا واثار الكليب ضجة غير مسبوقة بسبب جرأته حيث ظهرت روبي فيه في قاعة رياضة بالإضافة إلى المشهد الشهير على الدراجة ومشهد التنورة التي أصبحت موضة الفتيات في تلك الفترة ويعتبر انجح الكليبات العربية حتى الآن كما قام بتقليدها العديد من المشاهير العرب.

## روابط خارجية
- أغنية ليه بيداري كده على يوتيوب